# Goniąc za cieniem
Goniąc za cieniem è il secondo singolo lanciato dalla cantante pop-rock polacca Ewelina Flinta, vincitrice della prima stagione del talent show Idols. La canzone, estratta dall'album Przeznaczenie, ha raggiunto la posizione numero 1 nella classifica dei singoli polacchi.

## Classifiche
| Classifica (2003) | Posizione massima |
| ----------------- | ----------------- |
| Polonia           | 1                 |